# Mercurio Maria Teresi
Mercurio Maria Teresi (Montemaggiore, 10 ottobre 1742 – Monreale, 17 aprile 1805) è stato un arcivescovo cattolico italiano.

## Biografia
È nato il 10 ottobre 1742 a Montemaggiore nella diocesi di Cefalù da Cruciano e Margherita De Nasca.
È stato ordinato presbitero il 21 settembre 1765 dal vescovo di Cefalù Gioacchino Castelli.
Il 24 maggio 1802 papa Pio VII lo ha nominato arcivescovo metropolita di Monreale; ha ricevuto l'ordinazione episcopale il 13 giugno seguente da Francesco Vanni, vescovo di Cefalù, coconsacranti l'arcivescovo Alfonso Airoldi, giudice del Tribunale della Regia Monarchia, e Gabriele Maria Gravina, vescovo di Catania.
È morto a Monreale il 17 aprile 1805.
Nel 1983 è iniziato il processo canonico per la sua beatificazione la cui fase diocesana si è conclusa nel 2006.
Il 17 marzo 2021 Papa Francesco riconosceva le virtù eroiche del Servo di Dio.

## Genealogia episcopale
La genealogia episcopale è:
- Cardinale Scipione Rebiba
- Cardinale Giulio Antonio Santori
- Cardinale Girolamo Bernerio, O.P.
- Arcivescovo Galeazzo Sanvitale
- Cardinale Ludovico Ludovisi
- Cardinale Luigi Caetani
- Cardinale Ulderico Carpegna
- Cardinale Paluzzo Paluzzi Altieri degli Albertoni
- Papa Benedetto XIII
- Papa Benedetto XIV
- Papa Clemente XIII
- Cardinale Enrico Benedetto Stuart
- Arcivescovo Francesco Ferdinando Sanseverino, C.P.O.
- Vescovo Francesco Vanni, C.R.
- Arcivescovo Mercurio Maria Teresi